# Нова Воля
Нова́ Во́ля — село в Україні, у Сереховичівській сільській громаді Ковельського району Волинської області. Населення становить 53 особи.

## Історія
У 1906 році село Божеволя Несухоїзької волості Ковельського повіту Волинської губернії. Відстань від повітового міста 29 верст, від волості 15. Дворів 30, мешканців 190.

## Населення
Згідно з переписом УРСР 1989 року чисельність наявного населення села становила 77 осіб, з яких 34 чоловіки та 43 жінки.
За переписом населення України 2001 року в селі мешкали 54 особи.

### Мова
Розподіл населення за рідною мовою за даними перепису 2001 року:
| Мова       | Відсоток |
| ---------- | -------- |
| українська | 98,11 %  |
| російська  | 1,89 %   |